# Ella Fitzgerald Sings the Cole Porter Song Book
Ella Fitzgerald Sings the Cole Porter Songbook (с англ. — «Элла Фицджеральд исполняет песни Коула Портера») — седьмой студийный альбом американской джазовой певицы Эллы Фицджеральд, полностью состоящий из песен авторства Коула Портера. Это первый альбом, записанный певицей на лейбле Нормана Гранца Verve Records (студийный номер — MG V-4001-2), а также первый в ряду так называемых «songbooks» — песенников Фицджеральд, посвящённых творчеству конкретного композитора или поэта. Большая часть композиций из таких песенников входила в Great American Songbook. В записи пластинки был задействован оркестр Бадди Брегмана.
Менеджер и продюсер Фицджеральд Норман Гранц посещал Коула Портера в Нью-Йорке, и после совместной записи и продюсирования Портер отозвался о вокальных данных Эллы Фицджеральд: «Боже, какая великолепная дикция у этой девушки!».
В 2000 году альбом Ella Fitzgerald Sings the Cole Porter Songbook был введён в Зал славы «Грэмми». В 2003 году пластинка вошла в список 50-ти записей, отобранных Библиотекой Конгресса для Национального реестра звукозаписи США.

## Список композиций
Слова и музыка всех песен — Коула Портера.
| №                   | Название                           | Длительность |
| ------------------- | ---------------------------------- | ------------ |
| 1.                  | «All Through the Night»            | 3:15         |
| 2.                  | «Anything Goes»                    | 3:21         |
| 3.                  | «Miss Otis Regrets»                | 3:00         |
| 4.                  | «Too Darn Hot»                     | 3:47         |
| 5.                  | «In the Still of the Night»        | 2:38         |
| 6.                  | «I Get a Kick Out of You»          | 4:00         |
| 7.                  | «Do I Love You?»                   | 3:50         |
| 8.                  | «Always True to You in My Fashion» | 2:48         |
| Общая длительность: | Общая длительность:                | 26:39        |

| №                   | Название                          | Длительность |
| ------------------- | --------------------------------- | ------------ |
| 9.                  | «Let’s Do It, Let’s Fall in Love» | 3:32         |
| 10.                 | «Just One of Those Things»        | 3:30         |
| 11.                 | «Ev’ry Time We Say Goodbye»       | 3:32         |
| 12.                 | «All of You»                      | 1:43         |
| 13.                 | «Begin the Beguine»               | 3:37         |
| 14.                 | «Get Out of Town»                 | 3:22         |
| 15.                 | «I Am in Love»                    | 4:06         |
| 16.                 | «From This Moment On»             | 3:17         |
| Общая длительность: | Общая длительность:               | 26:39        |

| №                   | Название                          | Длительность |
| ------------------- | --------------------------------- | ------------ |
| 17.                 | «I Love Paris»                    | 4:57         |
| 18.                 | «You Do Something To Me»          | 2:21         |
| 19.                 | «Ridin’ High»                     | 3:20         |
| 20.                 | «You’d Be So Easy to Love»        | 3:24         |
| 21.                 | «It’s All Right With Me»          | 3:07         |
| 22.                 | «Why Can’t You Behave?»           | 5:04         |
| 23.                 | «What Is This Thing Called Love?» | 2:02         |
| 24.                 | «You’re the Top»                  | 3:33         |
| Общая длительность: | Общая длительность:               | 27:48        |

| №                   | Название                    | Длительность |
| ------------------- | --------------------------- | ------------ |
| 25.                 | «Love for Sale»             | 5:52         |
| 26.                 | «It’s De-Lovely»            | 2:42         |
| 27.                 | «Night and Day»             | 3:04         |
| 28.                 | «Ace in the Hole»           | 1:58         |
| 29.                 | «So in Love»                | 3:50         |
| 30.                 | «Ive Got You Under My Skin» | 2:42         |
| 31.                 | «I Concentrate on You»      | 3:11         |
| 32.                 | «Don’t Fence Me In»         | 3:19         |
| Общая длительность: | Общая длительность:         | 25:38        |

В 1997 году Verve Records перевыпустила Ella Fitzgerald Sings the Cole Porter Songbook в виде двух-дискового издания (студийный номер — Verve 314-537257), в которое вошли дополнительные бонусные треки.
| №                   | Название                                             | Длительность |
| ------------------- | ---------------------------------------------------- | ------------ |
| 33.                 | «You’re the Top» (Alternative take)                  | 2:08         |
| 34.                 | «I Concentrate on You» (Alternative take)            | 3:00         |
| 35.                 | «Let’s Do It, Let’s Fall in Love» (Alternative take) | 5:25         |
| Общая длительность: | Общая длительность:                                  | 10:33        |

## Участники записи
- Элла Фицджеральд — вокал.
- Пит Кандоли — труба.
- Гарри Эдисон — труба.
- Мейнард Фергюсон — труба.
- Конрад Гоззо — труба.
- Милт Бернхарт — тромбон.
- Джо Ховард — тромбон.
- Ллойд Альят — тромбон.
- Джордж Робертс — тромбон.
- Боб Купер — кларнет, гобой, саксофон.
- Херб Геллер — кларнет, саксофон.
- Чак Джентри — кларнет, саксофон.
- Тэд Нэш — кларнет, флейта, саксофон.
- Бад Шэнк — кларнет, флейта, саксофон.
- Роберт ЛаМарчино — виолончель.
- Эдгар Ластгартен — виолончель.
- Корки Хэйл — арфа.
- Барни Кессел — гитара.
- Джо Мондрагон — контрабас.
- Пол Смит — фортепиано.
- Элвин Столлер — барабаны.
- Бадди Брегман — аранжировщик и дирижёр.